# Батин (село)
Бати́н (болг. Батин) — село в Болгарии. Находится в Русенской области, входит в общину Борово.
Село расположено на правом берегу реки Дунай, восточнее устья реки Янтра. Неподалёку, в болгарской части акватории Дуная также расположен одноимённый остров — Батин. В 1810 году неподалёку произошла Батинская битва Русско-турецкой войны 1806—1812 гг.

## Население
По состоянию на 15 марта 2024 население села составляет 449 человека. По данным на 2011 год преобладало население турецкого происхождения (61,4%).

## Достопримечательности
- Мечеть
- Церковь